# ماحس
ماحس (ويُكتب أيضًا باليونانية: Μαχές، Μιχός، Μίυσις، Μίος، أو Μάιχες) كان إلهًا مصريًا قديمًا برأس أسد مختصًا بالحرب، واسمه يعني "الأسد الهائج". كان يُعتبر ابن الإله الخالق بتاح، وكذلك ابن الإلهة القططية (باستت في مصر السفلى أو سخمت في مصر العليا) والتي له نفس طبيعتها. كان ماحس إلهًا مرتبطًا بالحرب والحماية والطقس، وكذلك بالسكين وزهرة اللوتس وابتلاع الأسرى. كان مركز عبادته في تارمو وبر باستت، مراكز عبادة سخمت وباست على التوالي.

## الاسم
يبدأ اسم ماحس بالمصرية بالرمز الهيروغليفي التي يعني "ذكر الأسد"، على الرغم من أنه بمفرده يعني أيضًا "الشخص الذي يمكنه الرؤية أمامه". بعض ألقاب ماحس كانت "سيد المذبحة"، "حامل السكين"، و"السيد القرمزي".

## الأصل
أول إشارة مسجلة إلى ماحس تعود إلى الدولة الحديثة. وقد اقترح بعض علماء المصريات أن ماحس كان ذو أصل أجنبي؛ في الواقع هناك بعض الأدلة على أنه قد يكون مطابقًا للإله الأسد أباداماك الذي كان يُعبد في النوبة وصحراء مصر الغربية.
كان يُعتبر ماحس ابن رع مع الإلهة القططية باستت، أو إلهة قططية أخرى، سخمت. كان يُعتبر أحيانًا متطابقًا مع ابن آخر لسخمت، نفرتم. كان يُقال أن ماحس يحارب عدو رع اللدود، الأفعى عبب، خلال رحلة رع الليلية.
نظرًا لأن لها صفات قوية، كانت الآلهة القططية مرتبطة بالملوك، وأصبحت راعية لمصر. كان يُستخدم رمز الأسد الذكر في كلمات مثل "أمير"، "قائد"، "قوة"، و"سلطة".

## التمثيل الصوري

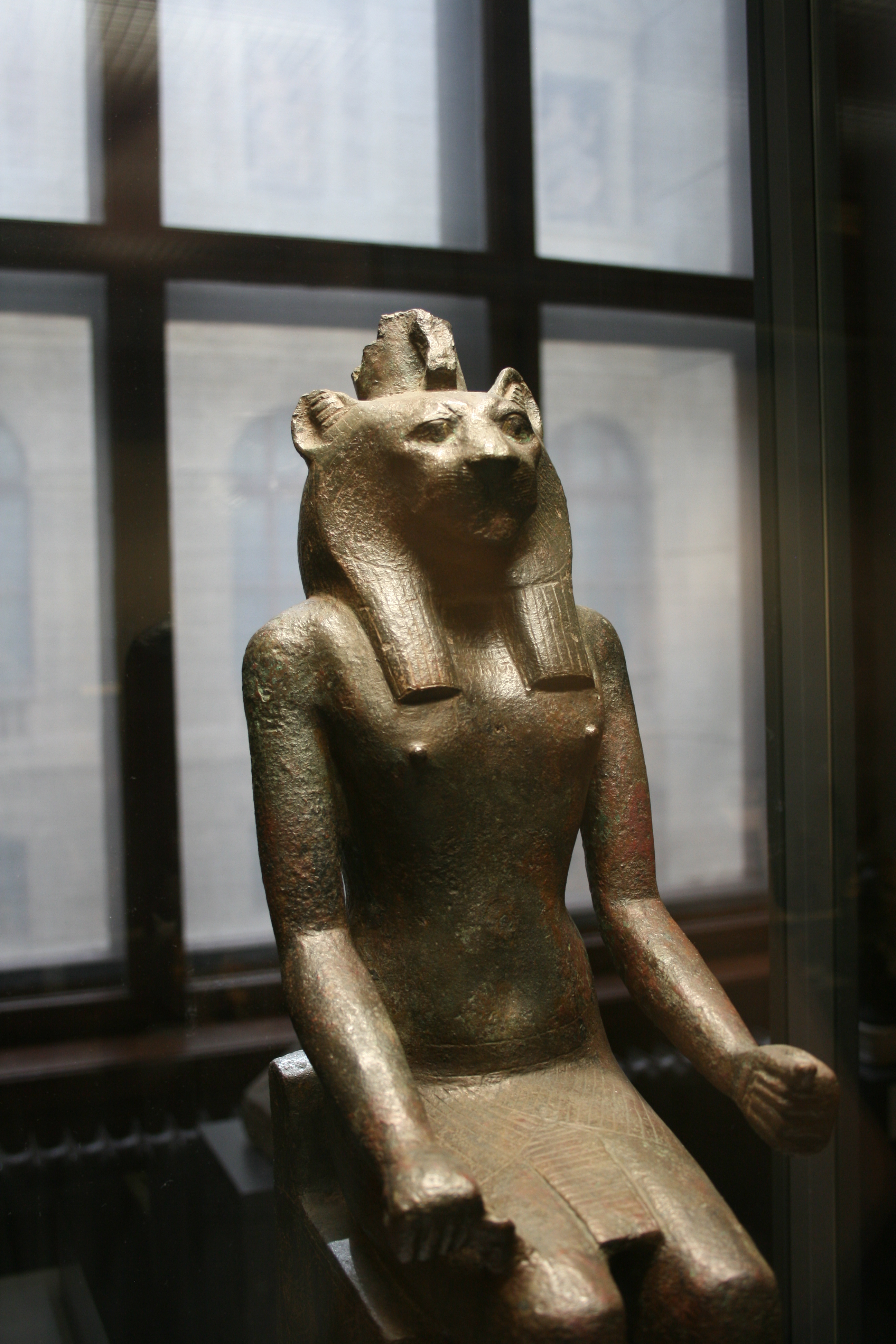
تمثيل لماحس (664–525 قبل الميلاد) برأس أسد في متحف التاريخ الطبيعي فيينا

كان ماحس يُصوَّر كرجل برأس أسد ذكر، وأحيانًا يحمل سكينًا وباقة من زهور اللوتس، مما يشير إلى ارتباطه بنفرتم، الذي كان يُرمز إليه بزهر اللوتس.

## الحيوانات المقدسة
كانت تُحفظ الأسود المدجنة في معبد مخصص لماحس في تاريمو، حيث كانت تُعبد باست/سخمت، وكان معبده مجاورًا لمعبد باست. كتب المؤرخ اليوناني القديم كلاوديوس إيليانوس (إيليان): "في مصر، يعبدون الأسود، وهناك مدينة تسمى باسمهم. (...) الأسود لديها معابد ومساحات واسعة للتجول؛ ويُقدم لها لحم الثيران يوميًا (...) وتأكل الأسود على أنغام الأغاني باللغة المصرية", وهكذا اشتُق اسم المدينة اليونانية ليونتوبوليس.

## روابط خارجية
- Caroline Seawright, Maahes, God of War and Protection, The Leonine Lord of Slaughter... نسخة محفوظة 2015-11-02 على موقع واي باك مشين.